# Davide Petrucci
Davide Petrucci (Roma, Italia, 5 de octubre de 1991) es un futbolista italiano que juega como centrocampista y su equipo es la A. C. R. Messina de la Serie C.

## Carrera
El centrocampista italiano Davide Petrucci es un jugador muy valorado y multifacético que se unió desde el anterior AS Roma en julio de 2008.
Petrucci impresionó durante su tiempo con la Roma, donde marcó 14 goles en 19 partidos en la Serie A juvenil. También ha formado parte de la Italia sub-17
Petrucci se unió a su compatriota italiano Federico Macheda (ex SS Lazio, equipo de la misma ciudad)en el United y tuvo un comienzo prometedor para su carrera con los "Rojos" en la temporada 2008-09, en ambas demostró una calidad para marcar goles y un futuro prometedor
Petrucci impresionado durante su tiempo con la Roma, donde marcó 14 goles en 19 partidos para el lado de la juventud italiana en la temporada 2007/08. También ha actuado en Italia Sub-17 lado internacional.
Formó parte del equipo que levantó la Copa Milk en Irlanda del Norte en agosto de 2008, y marcó cinco goles en 14 partidos para ayudar a lado del británico Paul McGuinness finalizar segundo en la liga juvenil de la Premier League detrás de los vecinos del Manchester City
El talento del centrocampista ofensivo también lo llevaron a disfrutar el sabor de las reservas del equipo de fútbol en 2008-09, donde registró seis partidos disputados y marcando un excelente tiro libre contra Accrington Stanley en enero de 2009.
En la temporada 2011-12 se convirtió en el capitán de las reservas y figura de mediocampo. Gracias a sus buenas actuaciones con el brazalete, Alex Ferguson lo convocó al plantel titular para la gira de la pretemporada 2012 por Sudáfrica y China. Jugó los últimos 20 minutos del primer partido de dicha gira, frente a Amazulu en la ciudad de Durban, durante los que un disparo suyo pegó en el travesaño.
En enero de 2013 fue cedido al Peterborough United, en principio por un mes, para ganar un poco de experiencia. El 9 de febrero marcó su primer gol en una victoria por 2 a 1 sobre el Leicester City.

## Palmarés

### Títulos nacionales
| Título         | Club               | País   | Año  |
| -------------- | ------------------ | ------ | ---- |
| Copa de Israel | Hapoel Be'er Sheva | Israel | 2022 |